# Llista de topònims de Llívia
Llista de topònims (noms propis de lloc) del municipi de Llívia, a la Baixa Cerdanya
Informació actualitzada per un bot. Els canvis manuals es perdran quan s'actualitzi!

## borda
| imatge | Nom                 | Ubicat a | instància de | Detalls | coordenades                                                         | Protecció | Commons (més fotos) | Dades a WD                    |
| ------ | ------------------- | -------- | ------------ | ------- | ------------------------------------------------------------------- | --------- | ------------------- | ----------------------------- |
|        | Porxo de Mala-sanya | Llívia   | borda        |         | 42° 27′ 44″ N, 1° 57′ 35″ E / 42.4622088364933°N,1.95974022298406°E |           |                     | Modifica les dades a Wikidata |
|        | Porxo de Xidosa     | Llívia   | borda        |         | 42° 27′ 21″ N, 1° 57′ 47″ E / 42.4558448710253°N,1.96306842592725°E |           |                     | Modifica les dades a Wikidata |

## casa
| imatge | Nom                                | Ubicat a | instància de | Detalls                                                      | coordenades                                                                                     | Protecció                                  | Commons (més fotos)                       | Dades a WD                    |
| ------ | ---------------------------------- | -------- | ------------ | ------------------------------------------------------------ | ----------------------------------------------------------------------------------------------- | ------------------------------------------ | ----------------------------------------- | ----------------------------- |
|        | Cal Barnola                        | Llívia   | casa         | Estil: arquitectura popular                                  |                                                                                                 | bé integrant del patrimoni cultural català |                                           | Modifica les dades a Wikidata |
|        | Can Carbonell                      | Llívia   | casa         | Estil: arquitectura eclèctica 1888                           | 42° 27′ 49″ N, 1° 58′ 59″ E / 42.463658°N,1.983118°E ca:C. Raval, 14 1199 msnm                  | bé integrant del patrimoni cultural català | Can Carbonell (Llívia)                    | Modifica les dades a Wikidata |
|        | Can Marcel·lí                      | Llívia   | casa         | Estil: modernisme català 19th century                        | 42° 27′ 53″ N, 1° 58′ 53″ E / 42.464637756347656°N,1.9813827276229856°E ca:Frederic Barnades, 5 |                                            |                                           | Modifica les dades a Wikidata |
|        | Casa Freixa                        | Llívia   | casa         | Estil: arquitectura popular 19th century                     | 42° 27′ 48″ N, 1° 59′ 03″ E / 42.46344°N,1.984203°E ca:Raval, 41 1200 msnm                      | bé integrant del patrimoni cultural català | Casa Freixa (Llívia)                      | Modifica les dades a Wikidata |
|        | Casa Hospital                      | Llívia   | casa         | Estil: arquitectura popular                                  | 42° 27′ 56″ N, 1° 58′ 51″ E / 42.465506°N,1.98071°E                                             | bé integrant del patrimoni cultural català |                                           | Modifica les dades a Wikidata |
|        | Casa Manuel                        | Llívia   | casa         | Estil: arquitectura popular                                  |                                                                                                 | bé integrant del patrimoni cultural català |                                           | Modifica les dades a Wikidata |
|        | Ruïnes de la Casa Salsas           | Llívia   | casa         | Estil: arquitectura popular                                  |                                                                                                 | bé integrant del patrimoni cultural català |                                           | Modifica les dades a Wikidata |
|        | can Ventura                        | Llívia   | casa         | Estil: arquitectura popular 18th century                     | 42° 27′ 53″ N, 1° 58′ 51″ E / 42.464675°N,1.980912°E ca:Pl. Major 1218 msnm                     | bé integrant del patrimoni cultural català | Can Ventura (Llívia)                      | Modifica les dades a Wikidata |
|        | habitatge al carrer del Raval, 6   | Llívia   | casa         | Estil: arquitectura popular                                  | 42° 27′ 50″ N, 1° 58′ 58″ E / 42.463949°N,1.982784°E ca:C. del Raval, 6 1206 msnm               | bé integrant del patrimoni cultural català | Habitatge al carrer del Raval, 6 (Llívia) | Modifica les dades a Wikidata |
|        | habitatge al carrer dels Forns, 17 | Llívia   | casa         | Estil: arquitectura eclèctica modernisme català 20th century | 42° 27′ 52″ N, 1° 58′ 56″ E / 42.464569°N,1.982264°E ca:C. dels Forns, 17                       | bé integrant del patrimoni cultural català | Habitatge al carrer dels Forns, 17        | Modifica les dades a Wikidata |

## edifici
| imatge | Nom                       | Ubicat a | instància de | Detalls                     | coordenades                                                                                    | Protecció                                  | Commons (més fotos)       | Dades a WD                    |
| ------ | ------------------------- | -------- | ------------ | --------------------------- | ---------------------------------------------------------------------------------------------- | ------------------------------------------ | ------------------------- | ----------------------------- |
|        | Mènsula de Cal Blancaret  | Llívia   | edifici      | Estil: arquitectura popular | 42° 27′ 54″ N, 1° 58′ 51″ E / 42.4651215°N,1.9809295°E                                         | bé integrant del patrimoni cultural català |                           | Modifica les dades a Wikidata |
|        | farmàcia Esteve de Llívia | Llívia   | edifici      |                             | 42° 27′ 53″ N, 1° 58′ 56″ E / 42.464861111111°N,1.9821111111111°E ca:Museu de Llívia.Forns, 11 |                                            | Museu Municipal de Llívia | Modifica les dades a Wikidata |

## entitat singular de població
| imatge | Nom     | Ubicat a | instància de                                   | Detalls  | coordenades                                                        | Protecció | Commons (més fotos) | Dades a WD                    |
| ------ | ------- | -------- | ---------------------------------------------- | -------- | ------------------------------------------------------------------ | --------- | ------------------- | ----------------------------- |
|        | Cereja  | Llívia   | entitat singular de població                   | 52 hab   | 42° 28′ 34″ N, 1° 58′ 10″ E / 42.476111°N,1.969444°E 1345 msnm     |           | Cereja              | Modifica les dades a Wikidata |
|        | Gorguja | Llívia   | entitat singular de població                   | 21 hab   | 42° 27′ 24″ N, 2° 00′ 04″ E / 42.456667°N,2.001111°E 1244 msnm     |           | Gorguja             | Modifica les dades a Wikidata |
|        | Llívia  | Llívia   | entitat singular de població capital municipal | 1488 hab | 42° 27′ 55″ N, 1° 58′ 50″ E / 42.46530383°N,1.98049439°E 1212 msnm |           |                     | Modifica les dades a Wikidata |

## església
| imatge | Nom                                  | Ubicat a | instància de     | Detalls                                   | coordenades                                                                            | Protecció                                  | Commons (més fotos)               | Dades a WD                    |
| ------ | ------------------------------------ | -------- | ---------------- | ----------------------------------------- | -------------------------------------------------------------------------------------- | ------------------------------------------ | --------------------------------- | ----------------------------- |
|        | Nostra Senyora dels Àngels de Llívia | Llívia   | església         | Estil: arquitectura gòtica                | 42° 27′ 55″ N, 1° 58′ 55″ E / 42.465280555556°N,1.9819444444444°E ca:Forns             | bé integrant del patrimoni cultural català | Mare de Déu dels Àngels de Llívia | Modifica les dades a Wikidata |
|        | Sant Guillem de la Prada-Llívia      | Llívia   | església         | Estil: arquitectura romànica 11st century | 42° 27′ 33″ N, 1° 58′ 50″ E / 42.459244°N,1.980575°E ca:Parc de Sant Guillem 1188 msnm | bé integrant del patrimoni cultural català | Sant Guillem de la Prada-Llívia   | Modifica les dades a Wikidata |
|        | Sant Josep de Cereja                 | Llívia   | església capella |                                           | 42° 28′ 35″ N, 1° 58′ 09″ E / 42.4764411069388°N,1.96905459839296°E 1346 msnm          |                                            |                                   | Modifica les dades a Wikidata |

## font
| imatge | Nom                                              | Ubicat a | instància de | Detalls                                  | coordenades                                                                                                 | Protecció                                  | Commons (més fotos)                              | Dades a WD                    |
| ------ | ------------------------------------------------ | -------- | ------------ | ---------------------------------------- | --- | ------------------------------------------ | ------------------------------------------------ | ----------------------------- |
|        | font de l'església de la Mare de Déu dels Àngels | Llívia   | font         | Estil: arquitectura popular 16th century | 42° 27′ 55″ N, 1° 58′ 55″ E / 42.465159°N,1.981986°E ca:Al costat migdia de l'església parroquial 1222 msnm | bé integrant del patrimoni cultural català | Font de l'església de la Mare de Déu dels Àngels | Modifica les dades a Wikidata |
|        | font del Buc                                     | Llívia   | font         |                                          | 42° 27′ 47″ N, 1° 57′ 45″ E / 42.46292770903°N,1.9625686971283°E                                            |                                            |                                                  | Modifica les dades a Wikidata |

## granja
| imatge | Nom                     | Ubicat a | instància de | Detalls | coordenades                                                         | Protecció | Commons (més fotos) | Dades a WD                    |
| ------ | ----------------------- | -------- | ------------ | ------- | ------------------------------------------------------------------- | --------- | ------------------- | ----------------------------- |
|        | Granja Puiggener        | Llívia   | granja       |         | 42° 27′ 22″ N, 2° 00′ 19″ E / 42.4560310274234°N,2.00541265137943°E |           |                     | Modifica les dades a Wikidata |
|        | Granja Rotllan          | Llívia   | granja       |         | 42° 28′ 10″ N, 1° 58′ 34″ E / 42.469550721771°N,1.97597974755605°E  |           |                     | Modifica les dades a Wikidata |
|        | Granja del Ferrer d'Age | Llívia   | granja       |         | 42° 28′ 04″ N, 1° 58′ 31″ E / 42.4677335361215°N,1.97519437885621°E |           |                     | Modifica les dades a Wikidata |

## llinda
| imatge | Nom                                  | Ubicat a | instància de | Detalls | coordenades                                                                            | Protecció                                  | Commons (més fotos)                           | Dades a WD                    |
| ------ | ------------------------------------ | -------- | ------------ | ------- | -------------------------------------------------------------------------------------- | ------------------------------------------ | --------------------------------------------- | ----------------------------- |
|        | Llindes datades                      | Llívia   | llinda       |         | 42° 27′ 52″ N, 1° 58′ 54″ E / 42.464329°N,1.981748°E ca:Diversos carrers del poble     |                                            |                                               | Modifica les dades a Wikidata |
|        | Llindes del carrer Frederic Bernades | Llívia   | llinda       |         | 42° 27′ 51″ N, 1° 58′ 56″ E / 42.464295°N,1.982174°E ca:C. Frederic Bernades 1206 msnm | bé integrant del patrimoni cultural català | Llindes del carrer Frederic Bernades (Llívia) | Modifica les dades a Wikidata |

## masia
| imatge | Nom                      | Ubicat a | instància de | Detalls                                  | coordenades                                                            | Protecció                                  | Commons (més fotos)      | Dades a WD                    |
| ------ | ------------------------ | -------- | ------------ | ---------------------------------------- | ---------------------------------------------------------------------- | ------------------------------------------ | ------------------------ | ----------------------------- |
|        | Ca l'Abellanet           | Llívia   | masia        |                                          | 42° 27′ 59″ N, 1° 58′ 50″ E / 42.46648°N,1.980584°E ca:Careja, 5       |                                            |                          | Modifica les dades a Wikidata |
|        | Cal Marcos               | Llívia   | masia        |                                          | 42° 27′ 24″ N, 2° 00′ 10″ E / 42.4566840769944°N,2.00283615398105°E    |                                            |                          | Modifica les dades a Wikidata |
|        | Casa Barrier             | Llívia   | masia        |                                          | 42° 27′ 43″ N, 1° 58′ 23″ E / 42.4618690476599°N,1.97299124442153°E    |                                            |                          | Modifica les dades a Wikidata |
|        | Mas Carbonell de Gorguja | Llívia   | masia        | Estil: arquitectura popular 18th century | 42° 27′ 27″ N, 2° 00′ 05″ E / 42.4575°N,2.00139°E ca:Gorguja 1244 msnm | bé integrant del patrimoni cultural català | Mas Carbonell de Gorguja | Modifica les dades a Wikidata |
|        | Mas Jonquer              | Llívia   | masia        |                                          | 42° 27′ 10″ N, 1° 59′ 20″ E / 42.4526455444345°N,1.98902438518071°E    |                                            |                          | Modifica les dades a Wikidata |
|        | Mas Travis               | Llívia   | masia        | Estil: arquitectura popular              |                                                                        | bé integrant del patrimoni cultural català |                          | Modifica les dades a Wikidata |

## muntanya
| imatge | Nom                | Ubicat a | instància de | Detalls | coordenades                                                        | Protecció | Commons (més fotos) | Dades a WD                    |
| ------ | ------------------ | -------- | ------------ | ------- | ------------------------------------------------------------------ | --------- | ------------------- | ----------------------------- |
|        | Puig de Llívia     | Llívia   | muntanya     |         | 42° 28′ 04″ N, 1° 59′ 09″ E / 42.467845°N,1.985909°E 1358 msnm     |           | Puig de Llívia      | Modifica les dades a Wikidata |
|        | serrat de Baladret | Llívia   | muntanya     |         | 42° 28′ 34″ N, 1° 58′ 47″ E / 42.47608611°N,1.97982222°E 1425 msnm |           |                     | Modifica les dades a Wikidata |

## pont
| imatge | Nom                  | Ubicat a | instància de | Detalls                     | coordenades                                                                   | Protecció                                  | Commons (més fotos) | Dades a WD                    |
| ------ | -------------------- | -------- | ------------ | --------------------------- | ----------------------------------------------------------------------------- | ------------------------------------------ | ------------------- | ----------------------------- |
|        | Pont de Gorguja      | Llívia   | pont         | Travessa: Segre             | 42° 27′ 43″ N, 1° 59′ 18″ E / 42.4620695440727°N,1.98844706632445°E           |                                            |                     | Modifica les dades a Wikidata |
|        | Pont de Llívia       | Llívia   | pont         | Estil: arquitectura popular | 42° 28′ 15″ N, 1° 59′ 13″ E / 42.47073°N,1.98705°E                            | bé integrant del patrimoni cultural català | Pont de Llívia      | Modifica les dades a Wikidata |
|        | Pontarró d'en Xidosa | Llívia   | pont         |                             | 42° 27′ 13″ N, 1° 57′ 40″ E / 42.4536564038628°N,1.96107359384203°E           |                                            |                     | Modifica les dades a Wikidata |
|        | pont del Carrasut    | Llívia   | pont         |                             | 42° 28′ 48″ N, 1° 58′ 58″ E / 42.4800225188117°N,1.98284118436672°E 1254 msnm |                                            | Pont de Carrasut    | Modifica les dades a Wikidata |

## serra
| imatge | Nom                    | Ubicat a             | instància de | Detalls | coordenades                                                    | Protecció | Commons (més fotos) | Dades a WD                    |
| ------ | ---------------------- | -------------------- | ------------ | ------- | -------------------------------------------------------------- | --------- | ------------------- | ----------------------------- |
|        | serra de Santa Llocaia | Santa Llocaia Llívia | serra        |         | 42° 26′ 54″ N, 2° 00′ 27″ E / 42.4484°N,2.00763°E 1310 msnm    |           |                     | Modifica les dades a Wikidata |
|        | serrat de Palmanill    | Llívia Targasona     | serra        |         | 42° 29′ 18″ N, 1° 59′ 41″ E / 42.48844°N,1.99485°E 1570.9 msnm |           |                     | Modifica les dades a Wikidata |

## torre de defensa
| imatge | Nom                            | Ubicat a | instància de     | Detalls                                  | coordenades                                                                                        | Protecció                                            | Commons (més fotos)                                | Dades a WD                    |
| ------ | ------------------------------ | -------- | ---------------- | ---------------------------------------- | -------------------------------------------------------------------------------------------------- | ---------------------------------------------------- | -------------------------------------------------- | ----------------------------- |
|        | Torre de Bernat de So          | Llívia   | torre de defensa | Estil: arquitectura popular              | 42° 27′ 54″ N, 1° 58′ 56″ E / 42.465°N,1.9822222222222°E ca:Forns / Pujada de l'Església 1218 msnm | bé d'interès cultural bé cultural d'interès nacional | Torre de Bernat de So                              | Modifica les dades a Wikidata |
|        | Torres de l'Església de Llívia | Llívia   | torre de defensa | Estil: arquitectura popular 16th century | 42° 27′ 55″ N, 1° 58′ 55″ E / 42.4652°N,1.98189°E ca:Adossades a l'església                        | bé d'interès cultural bé cultural d'interès nacional | Torres de l'església de Nostra Senyora dels Àngels | Modifica les dades a Wikidata |

## Misc
| imatge | Nom                                                       | Ubicat a                                               | instància de                           | Detalls                                      | coordenades | Protecció                                            | Commons (més fotos)           | Dades a WD                    |
| ------ | --------------------------------------------------------- | ------------------------------------------------------ | -------------------------------------- | -------------------------------------------- | --- | ---------------------------------------------------- | ----------------------------- | ----------------------------- |
|        | Caos de Targasona                                         | Angostrina i Vilanova de les Escaldes Llívia Targasona | indret caos                            | Anomenat per: Targasona                      | 42° 29′ 37″ N, 1° 58′ 41″ E / 42.493731°N,1.978163°E 1565 msnm                                                  |                                                      | Chaos de Targasonne           | Modifica les dades a Wikidata |
|        | Castell de Llívia                                         | Llívia                                                 | castell                                | Estil: arquitectura popular                  | 42° 28′ 04″ N, 1° 59′ 10″ E / 42.46763889°N,1.98611111°E ca:Turó del Castell 1353 msnm                          | bé d'interès cultural bé cultural d'interès nacional | Castell de Llívia             | Modifica les dades a Wikidata |
|        | Gorguja Petit                                             | Llívia                                                 | nucli de població                      |                                              | 42° 27′ 09″ N, 1° 59′ 44″ E / 42.45241486307°N,1.9955768231375°E                                                |                                                      |                               | Modifica les dades a Wikidata |
|        | Lampègia                                                  | Llívia                                                 | mural                                  |                                              | 42° 27′ 52″ N, 1° 58′ 55″ E / 42.46437666103514°N,1.981916427612305°E                                           |                                                      | Lampègia (Llívia)             | Modifica les dades a Wikidata |
|        | Llívia 2011                                               | Llívia                                                 | vèrtex geodèsic                        | Alt: 0.2m                                    | 42° 28′ 04″ N, 1° 59′ 10″ E / 42.467772°N,1.985984°E 1358.624 msnm                                              |                                                      |                               | Modifica les dades a Wikidata |
|        | N-154                                                     | Puigcerdà Llívia                                       | carretera nacional d'Espanya carretera | Llarg: 7km                                   | 42° 27′ 14″ N, 1° 57′ 41″ E / 42.453944444444°N,1.9613916666667°E                                               |                                                      |                               | Modifica les dades a Wikidata |
|        | Segre                                                     | Catalunya Pirineus Orientals                           | riu curs d'aigua riu aurífer           | Desemboca: Ebre Llarg: 265km Conca: 22400km² | 42° 24′ 09″ N, 2° 06′ 30″ E / 42.4025°N,2.1084°E 41° 21′ 48″ N, 0° 18′ 16″ E / 41.3633°N,0.3044°E               |                                                      | Segre River                   | Modifica les dades a Wikidata |
|        | Serra de Concellabre                                      | Santa Llocaia Llívia                                   | serralada                              |                                              | 42° 26′ 49″ N, 1° 59′ 31″ E / 42.447°N,1.99207°E 1287.5 msnm                                                    |                                                      |                               | Modifica les dades a Wikidata |
|        | Vila de Llívia                                            | Llívia                                                 | conjunt històric                       | Estil: gòtic tardà 13rd century              | 42° 27′ 53″ N, 1° 58′ 52″ E / 42.4648°N,1.9811°E ca:Nucli antic                                                 | bé d'interès cultural bé cultural d'interès nacional | Barri Vell de Llívia          | Modifica les dades a Wikidata |
|        | baptisteri de l'església de la Mare de Déu dels Àngels    | Llívia                                                 | baptisteri                             |                                              | 42° 27′ 55″ N, 1° 58′ 55″ E / 42.465225°N,1.981945°E ca:Interior de l'església                                  |                                                      |                               | Modifica les dades a Wikidata |
|        | barraca del castell de Llívia                             | Llívia                                                 | cabana                                 | Estil: arquitectura popular 20th century     | 42° 28′ 07″ N, 1° 59′ 08″ E / 42.468526°N,1.985479°E ca:Vall Cerdana                                            | bé integrant del patrimoni cultural català           | Barraca del castell de Llívia | Modifica les dades a Wikidata |
|        | casa de la Vila de Llívia                                 | Llívia                                                 | casa consistorial                      | Estil: arquitectura popular 20th century     | 42° 27′ 54″ N, 1° 58′ 55″ E / 42.464889°N,1.982042°E ca:C. dels Forns 1218 msnm                                 | bé integrant del patrimoni cultural català           | Casa de la Vila de Llívia     | Modifica les dades a Wikidata |
|        | creu de Toret                                             | Llívia                                                 | creu de terme                          | Estil: arquitectura popular 16th century     | 42° 27′ 54″ N, 1° 58′ 56″ E / 42.465095°N,1.982286°E ca:al jardi de la façana de migdia de l'església 1219 msnm | bé integrant del patrimoni cultural català           | Creu de terme de Toret        | Modifica les dades a Wikidata |
|        | portal de l'antiga església de Sant Vicenç                | Llívia                                                 | portal                                 | Estil: arquitectura romànica                 | | bé integrant del patrimoni cultural català           |                               | Modifica les dades a Wikidata |
|        | retaule major de l'església de la Mare de Déu dels Àngels | Llívia                                                 | retaule                                | Estil: arquitectura barroca                  | 42° 27′ 55″ N, 1° 58′ 57″ E / 42.465199°N,1.982363°E ca:Interior de l'església                                  |                                                      |                               | Modifica les dades a Wikidata |